# Cinepak
Cinepak — видеокодек, разработанный Питером Барреттом (анг. Peter Barrett) в SuperMac Technologies и выпущенный в 1991 году вместе с Video Spigot. Затем в 1992 году он был выпущен в составе QuickTime 1.5 для компьютеров Apple, а в 1993 году портирован на Microsoft Windows. Будучи одним из первых инструментов сжатия видео, позволивших добиться full-motion video на компакт-диске, Cinepak был разработан для кодирования видео с разрешением 320×240 и со скоростью передачи данных односкоростного CD-ROM (150 Кбайт/с). Он использовался в четвёртом и пятом поколении игровых консолях, таких как Atari Jaguar CD, Sega CD, Sega Saturn и 3DO. libavcodec включает в себя декодер и энкодер Cinepak, оба лицензированы в соответствии с условиями LGPL. Первоначально кодек имел название Compact Video, поэтому его FourCC-идентификатор CVID.
Это был основной видеокодек ранних версий QuickTime и Microsoft Video for Windows, но позже был заменен Sorenson Video, Intel Indeo, а затем MPEG-4 и H.264. Однако фильмы, сжатые Cinepak, как правило, по-прежнему воспроизводятся в большинстве медиаплееров.
В основе кодирования Cinepak лежит метод векторного квантования, которое существенно отличается от алгоритма дискретного косинусного преобразования (ДКП), используемого в наиболее распространенных кодеках (в частности, семейство MPEG, а также JPEG). Это позволило реализовать кодирование на относительно медленных процессорах (видео, закодированное в Cinepak, хорошо воспроизводилось даже на 25-МГц процессоре Motorola 68030, в консолях, таких как Sega CD, обычно используется более медленные процессоры, например, 12,5-МГц 68000), но, как правило, приводило к появлению блочных артефактов на низких битрейтах, это объясняет критику в адрес видеоигр на основе FMV.
В кодере Cinepak видео делится на ключевые кадры и кадры внутреннего кодирования. Каждый кадр разбивается на ряд горизонтальных полос, которые имеют отдельные 256-цветные палитры и передаются в ключевые кадры. Каждая группа делится на блоки 4х4 пикселей. Компрессор использует вектор квантования для определения одной или двух групп палитры цветов, которые лучше всего соответствуют каждому блоку, и кодирует серии блоков, как один или два байта для цвета плюс 16-битный вектор, который определяет, какие цвета получает каждый пиксель, также как в сжатии текстур S3. Скоростью передачи данных можно управлять в узких пределах, регулируя отношение ключевых кадров и кадров с внутренним кодированием, и корректируя процент допускаемых ошибок в каждом блоке и длину серий блоков. Степень сжатия всегда около 10:1, поэтому настройка ограничения скорости передачи данных выше этого значения не улучшит качество изображения или фактический битрейт.
Файлы Cinepak, как правило, примерно на 70 % больше файлов MPEG-4 или Ogg аналогичного качества.